# 法羅群島足球代表隊
法羅群島足球代表隊由法羅群島足球協會管理，現時屬於國際足協及歐洲足協成員之一。法羅群島於1988年成為國際足協成員國，並於1990年成為歐洲足協成員國，是目前歐洲足協人口第四小的國家。
法羅群島至今從來沒有進入過國際大賽的決賽週，只曾經在國際島國運動會獲得兩次冠軍。

## 歷史

### 早年 (1930–1988)

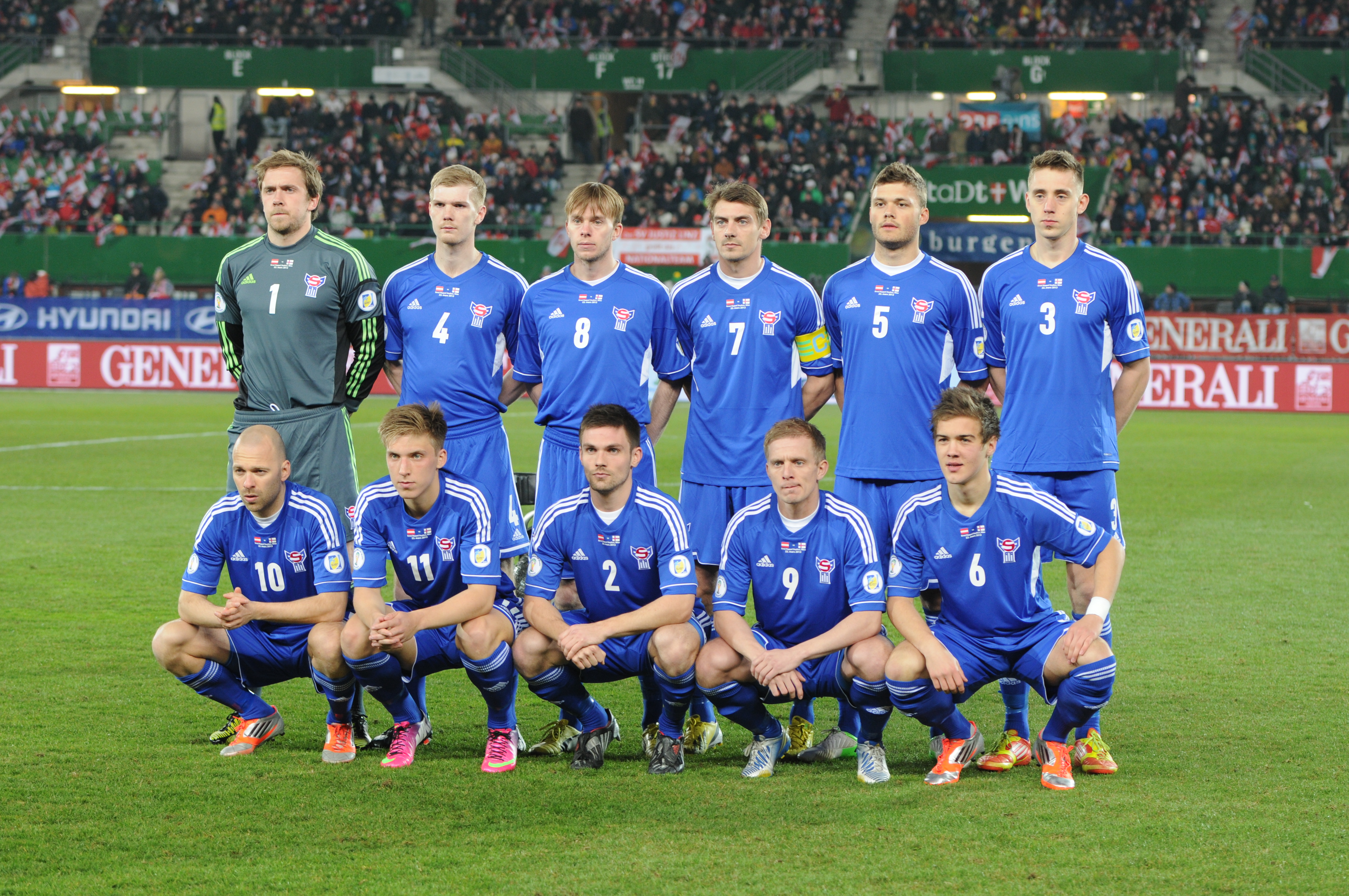
2013年3月的法羅群島國家足球隊

從1930年到1988年，在加入國際足協之前，法羅群島只與鄰近的冰島、設得蘭群島、奧克尼群島、格陵蘭和丹麥U-21隊進行友誼賽。1980年代初，法羅群島，冰島及格陵蘭三國曾經舉辦一項友誼性質的格陵蘭盃（Greenland Cup），法羅群島在1983年及1984年獲得冠軍。

### 初加入國際足協和蘭斯克魯納的奇蹟（1988-1993）
法羅群島足球協會於1988年7月2日獲得國際足協的會員資格，翌年對加拿大的友誼賽完成法羅群島首場國際賽。法羅群島足球協會於1990年4月18日加入歐洲足球協會。法羅群島曾參加首兩屆國際島國運動會，在1989年和1991年兩屆賽事中都取得冠軍但之後再沒有參加該賽事。
法羅群島在1990年9月12日以1-0擊敗奧地利，取得他們史上第一場國際賽首場勝利。1992年法羅群島首次參加歐洲國家盃外圍賽，同組對手包括南斯拉夫、丹麥、北愛爾蘭、及奧地利，法羅群島第一場對手為奧地利，由於法羅群島當時沒有草地足球場，比賽改在瑞典兰斯克鲁纳進行；法羅群島憑托基爾·尼爾森（Torkil Nielsen）攻入致勝入球擊敗奧地利。當時32歲的國家隊主教練帕爾·古德勞松（Páll Guðlaugsson）一夜之間成為國家英雄，守門員詹斯·馬丁·克努森（Jens Martin Knudsen）在他的自傳中透露，古德勞松在賽前發表激勵人心的演講奮球隊信心，古德勞松告訴球員們：“想想法羅群島的國旗，你們的國旗，帶著它進入球場，在對抗那些傲慢的奧地利人時，全力以赴，為你們的國家贏得比賽，今晚你們要回報你們的童年之家。你們現在有機會，如果你們不抓住它，那是一個無法彌補的打擊！”。這場意外的勝利成為法羅群島足球最常講的故事，美國體育雜誌Soccerphile將法羅群島的勝利評為有史以來足球最偉大的十大驚奇之一。

### 艾倫·西蒙遜時代 (1994–2001)
蘭斯克魯納的奇蹟後，法羅群島開始被外人所認識，1994年，艾倫·西蒙遜被任命為法羅群島國家隊新教練，這位1977年歐洲足球先生得主為法羅群島足球帶來驚喜，為當時仍處於業餘的足球水平提升不少。在艾倫·西蒙遜的指導下，法羅群島在1996年歐洲國家盃外圍賽中兩度擊敗聖馬力諾，分別以3-0和3-1獲勝；兩年後，在1998年世界盃外圍賽，法羅群島同樣以2-1擊敗馬爾他；在2000年歐洲國家盃外圍賽，他們打出三場和局，分別是對立陶宛的0-0，對蘇格蘭的1-1和對波斯尼亞的2-2；在2002年世界盃外圍賽，法羅群島在主場逼和斯洛文尼亞的2-2，最終10場比賽取得7分成為參加世界盃外圍賽以來最好成績。艾倫·西蒙遜執教法羅群島7年，2001年離職，在52場國際賽取得8勝7和37負。

### 軒歷克·拿臣時代 (2002–2005)
1992年歐洲國家盃冠軍球員軒歷克·拿臣接替艾倫·西蒙遜成為法羅群島國家隊主教練。在2002年9月7日，拿臣成為教練首場比賽中，在2004年歐洲國家盃外圍賽主場迎戰蘇格蘭，雖然半場一度領先蘇格蘭2-0，但比賽最終以2-2和局結束。2002年10月16日作客迎戰剛獲2002年世界盃亞軍的德國，法羅群島在比賽最後階段擊中門柱，差一點逼和德國，比賽以2-1結束。

### 約格萬·馬田·奧臣時代 (2006–2008)
在2006年，約格萬·馬田·奧臣成為法羅群島代表隊首位本土主教練，在擔任主教練之前，奧臣曾擔任法羅群島國家隊助理教練長達九年，積累對球隊和球員的寶貴經驗。由於當時許多經驗豐富的球員在同一時間退役，迫使奧臣必須以缺乏國際經驗的新一代球員重新建立球隊。在2008年歐洲國家盃外圍賽中，法羅群島在奧臣領導下表現確實令人失望，總共失去43球。在進攻方面，他們只進四球，全部都由雷格維·雅柯森（Rógvi Jacobsen）攻進。在十二場外圍賽中，法羅群島遭遇幾次慘重的失敗，其中三場以6比0大敗。
在2008年夏季，法羅群島國家隊進行兩場友誼賽。在2008年6月1日對愛沙尼亞的比賽中，儘管球隊表現出色攻入三個球，但最終以4比3敗北。這場比賽為他們第一場在國際賽中攻入三個球仍然輸掉的比賽。在第二場友誼賽中，法羅群島對陣葡萄牙，最終以0比5輸球。
在2008年10月11日對奧地利打和1比1，取得法羅群島在四年間第一場和局，終止連敗紀錄。這場比賽後約格萬·馬田·奧臣宣布辭去教練職位。

### 布萊恩·科爾時代和新一代（2009-2011）
2009年3月22日，法羅群島在一場友誼賽中取得他們足球史上的重要里程碑，以2比1擊敗冰島首次擊敗對手。這場勝利讓法羅群島人民瞥見他們未來國家隊的一個新世代，這些球員更具技術性和平和的風格。在這場比賽中，法羅群島由代理教練赫丁·艾斯肯（Heðin Askham）帶領，他的引導以及球隊當天的表現展示法羅群島球員的進步和潛力。
2009年4月5日，前愛爾蘭國家足球隊主教練布萊恩·科爾（Brian Kerr）被任命為法羅群島國家隊新領隊，並由助理教練「大錘子」埃德·凱西（Big Ed 'the hammer' Casey）協助。他的個人魅力和愛爾蘭式的幽默很快使他成為法羅群島足球迷的寵兒。2009年9月9日，法羅群島以2比1擊敗立陶宛，取得2010年國際足協世界盃外圍賽取締唯一一場勝利。
2010年8月11日，在2012年歐洲國家盃外圍賽中法羅群島作客愛沙尼亞差點取得勝利，法羅群島在上半場由約恩·西蒙·愛德蒙松（Jóan Símun Edmundsson）攻入一球取得領先；在90分鐘結束前比分仍然1比0，但愛沙尼亞在補時階段連入兩球，法羅群島最終以1比2落敗輸掉比賽。兩個月後的2010年10月12日，在托夫蒂爾的斯万加斯卡尔体育场，法羅群島主場迎戰北愛爾蘭，最終以1比1戰平。前鋒克里斯蒂安·霍爾斯特（Christian Holst）在第60分鐘為法羅群島攻入一球，但16分鐘後，客隊的凱爾·拉菲迪追平。
2011年6月7日，法羅群島以2比0擊敗愛沙尼亞。隊長弗魯伊·本傑明森在第43分鐘透過點球先開紀錄，及後阿恩比約恩·漢森射入第二球。這是法羅群島自1995年以來取得的首場歐洲國家盃外圍賽勝利。
2011年10月26日，法羅群島足球協會宣布無法與布萊恩·科爾達成新合約，布萊恩·科爾辭去教練 。

### 拉斯·奧臣時代和雙殺希臘（2011-2019）
2011年11月8日，法羅群島足球協會宣布與50歲的前丹麥隊隊長兼1992年歐洲國家盃冠軍成員拉斯·奧臣（Lars Olsen）達成協議，成為法羅群島下一任主教練，也是繼艾倫·西蒙遜和軒歷克·拿臣之後的第三位丹麥籍教練。2014年3月1日，法羅群島作客直布羅陀大勝4比1，是歷年來首次單場攻入四球，法羅群島中場球員克里斯蒂安·霍爾斯特（Christian Holst）攻入了兩個進球。
2014年9月25日，法羅群島足球遭遇一個極為悲痛的事件，22歲的年輕球員岡納爾·扎卡里亞森（Gunnar Zachariasen）不幸在一次事故中喪生。當時一艘格陵蘭漁船停靠在托爾斯港卸貨時，一個裝滿冷凍魚的貨櫃不慎掉落，直接壓在岡納爾·扎卡里亞森身上，他當場喪生。根據EB/斯特雷穆尔的教練盧尼·諾爾蘇（Rúni Nolsøe）的說法，法羅群島足球失去一位非常出色的球員。他在法羅群島U21國家隊中出場11次攻入4球。
2014年11月14日，法羅群島在2016年歐洲國家盃外圍賽迎來一個大冷門，作客以1比0擊敗2004年歐洲國家盃冠軍希臘。《衛報》稱這場勝利是國際足協世界排名史上最大的冷門，當時希臘排名第18，而法羅群島排名第187，兩隊之間相差169個名次。
2015年6月13日，法羅群島以2比1擊敗希臘，意外地雙殺希臘使法羅群島在國際足協世界排名中從第187位上升到第74位。球隊最終在小組賽中以六分的成績排名第五，而且每場比賽中失球沒有超過三球。
2017年9月3日，2018年國際足協世界盃外圍賽中，法羅群島在主場以1比0擊敗安道爾，這次勝利打破他們在歷年來歐洲國家盃及世界盃外圍賽最佳成績。
2019年11月18日，拉斯·奧臣帶領法羅群島國家隊對瑞典以0比3落敗，這場比賽也是奧臣擔任法羅群島國家隊主教練的最後一場國際比賽。同一場比賽中，隊長阿特利·格雷格森（Atli Gregersen）也宣布從國家隊退役，他為法羅群島國家隊出場59次。。

### 賀根·艾力遜時代（2019–）
2019年12月16日，法羅群島足球協會宣布與瑞典教練賀根·艾力遜（Håkan Ericson）簽署一份為期四年的合約擔任法羅群島國家隊的新任教練。
2020年9月3日，賀根·艾力遜首場執教比賽，法羅群島國家隊在2020-21年歐洲國家聯賽以3比2擊敗了馬耳他。僅僅三天後，在法羅群島在第200場正式比賽中以1比0擊敗安道爾，這是自1997年6月8日後首次連續兩場國際賽勝利。
2020年11月17日，法羅群島與馬耳他打成1比1，以三勝三和的成績在2020-21年歐洲國家聯賽D獲得冠軍，並且獲晉升參加2022–23年歐洲國家聯賽C。
2021年6月7日，法羅群島以5比1擊敗列支敦士登，創下了他們有史以來的最大勝利。

## 賽事成績

### 世界盃成績
| 年份   | 成績       | 外圍賽紀錄 | 外圍賽紀錄 | 外圍賽紀錄 | 外圍賽紀錄 | 外圍賽紀錄 | 外圍賽紀錄 |
| 年份   | 成績       | 賽         | 勝         | 和         | 負         | 入球       | 失球       |
| ------ | ---------- | ---------- | ---------- | ---------- | ---------- | ---------- | ---------- |
| 1930年 | 未參與     | 未參與     | 未參與     | 未參與     | 未參與     | 未參與     | 未參與     |
| 1934年 | 未參與     | 未參與     | 未參與     | 未參與     | 未參與     | 未參與     | 未參與     |
| 1938年 | 未參與     | 未參與     | 未參與     | 未參與     | 未參與     | 未參與     | 未參與     |
| 1950年 | 未參與     | 未參與     | 未參與     | 未參與     | 未參與     | 未參與     | 未參與     |
| 1954年 | 未參與     | 未參與     | 未參與     | 未參與     | 未參與     | 未參與     | 未參與     |
| 1958年 | 未參與     | 未參與     | 未參與     | 未參與     | 未參與     | 未參與     | 未參與     |
| 1962年 | 未參與     | 未參與     | 未參與     | 未參與     | 未參與     | 未參與     | 未參與     |
| 1966年 | 未參與     | 未參與     | 未參與     | 未參與     | 未參與     | 未參與     | 未參與     |
| 1970年 | 未參與     | 未參與     | 未參與     | 未參與     | 未參與     | 未參與     | 未參與     |
| 1974年 | 未參與     | 未參與     | 未參與     | 未參與     | 未參與     | 未參與     | 未參與     |
| 1978年 | 未參與     | 未參與     | 未參與     | 未參與     | 未參與     | 未參與     | 未參與     |
| 1982年 | 未參與     | 未參與     | 未參與     | 未參與     | 未參與     | 未參與     | 未參與     |
| 1986年 | 未參與     | 未參與     | 未參與     | 未參與     | 未參與     | 未參與     | 未參與     |
| 1990年 | 未參與     | 未參與     | 未參與     | 未參與     | 未參與     | 未參與     | 未參與     |
| 1994年 | 外圍賽出局 | 10         | 0          | 0          | 10         | 1          | 38         |
| 1998年 | 外圍賽出局 | 10         | 2          | 0          | 8          | 10         | 31         |
| 2002年 | 外圍賽出局 | 10         | 2          | 1          | 7          | 6          | 23         |
| 2006年 | 外圍賽出局 | 10         | 0          | 1          | 9          | 4          | 27         |
| 2010年 | 外圍賽出局 | 10         | 1          | 1          | 8          | 5          | 20         |
| 2014年 | 外圍賽出局 | 10         | 0          | 1          | 9          | 4          | 29         |
| 2018年 | 外圍賽出局 | 10         | 2          | 3          | 5          | 4          | 16         |
| 2022年 | 外圍賽出局 | 10         | 1          | 1          | 8          | 7          | 23         |
| 總結   | 總結       | 80         | 8          | 8          | 64         | 41         | 207        |

### 歐洲國家盃成績
| 年份   | 成績       | 外圍賽紀錄 | 外圍賽紀錄 | 外圍賽紀錄 | 外圍賽紀錄 | 外圍賽紀錄 | 外圍賽紀錄 |
| 年份   | 成績       | 賽         | 勝         | 和         | 負         | 入球       | 失球       |
| ------ | ---------- | ---------- | ---------- | ---------- | ---------- | ---------- | ---------- |
| 1960年 | 未參與     | 未參與     | 未參與     | 未參與     | 未參與     | 未參與     | 未參與     |
| 1964年 | 未參與     | 未參與     | 未參與     | 未參與     | 未參與     | 未參與     | 未參與     |
| 1968年 | 未參與     | 未參與     | 未參與     | 未參與     | 未參與     | 未參與     | 未參與     |
| 1972年 | 未參與     | 未參與     | 未參與     | 未參與     | 未參與     | 未參與     | 未參與     |
| 1976年 | 未參與     | 未參與     | 未參與     | 未參與     | 未參與     | 未參與     | 未參與     |
| 1980年 | 未參與     | 未參與     | 未參與     | 未參與     | 未參與     | 未參與     | 未參與     |
| 1984年 | 未參與     | 未參與     | 未參與     | 未參與     | 未參與     | 未參與     | 未參與     |
| 1988年 | 未參與     | 未參與     | 未參與     | 未參與     | 未參與     | 未參與     | 未參與     |
| 1992年 | 外圍賽出局 | 8          | 1          | 1          | 6          | 3          | 26         |
| 1996年 | 外圍賽出局 | 10         | 2          | 0          | 8          | 10         | 35         |
| 2000年 | 外圍賽出局 | 10         | 0          | 3          | 7          | 4          | 17         |
| 2004年 | 外圍賽出局 | 8          | 0          | 1          | 7          | 7          | 18         |
| 2008年 | 外圍賽出局 | 12         | 0          | 0          | 12         | 4          | 43         |
| 2012年 | 外圍賽出局 | 10         | 1          | 1          | 8          | 6          | 26         |
| 2016年 | 外圍賽出局 | 10         | 2          | 0          | 8          | 6          | 17         |
| 2020年 | 外圍賽出局 | 10         | 1          | 0          | 9          | 4          | 30         |
| 2024年 | 外圍賽出局 | 8          | 0          | 2          | 6          | 2          | 13         |
| 總結   | 總結       | 86         | 7          | 8          | 71         | 46         | 225        |

### 歐足聯國家聯賽成绩
| 年份    | 最终成绩       | 场数 | 胜 | 和* | 负 | 入球 | 失球 | 總排名 | 備考                   |
| ------- | -------------- | ---- | -- | --- | -- | ---- | ---- | ------ | ---------------------- |
| 2018–19 | 未能晉身決賽週 | 6    | 1  | 2   | 3  | 5    | 10   | 50th   | 聯賽D                  |
| 2020–21 | 未能晉身決賽週 | 6    | 3  | 3   | 0  | 9    | 5    | 50th   | 聯賽D，下季升級至聯賽C |
| 2022–23 | 未能晉身決賽週 | 6    | 2  | 2   | 2  | 7    | 10   | 41th   | 聯賽C                  |
| 总结    | 0/3            | 18   | 6  | 7   | 5  | 21   | 25   | --     |                        |

（*）包括淘汰赛阶段要以延长赛或十二码决胜之和局（90分钟）。

### 國際島國運動會足球比賽成績
- 1989年 - 冠軍
- 1991年 - 冠軍

| 年份         | 最终成绩 | 场数     | 胜       | 和       | 负       | 入球     | 失球     |          |
| ------------ | -------- | -------- | -------- | -------- | -------- | -------- | -------- | -------- |
| 1989年       | 冠軍     | 4        | 4        | 0        | 0        | 20       | 1        |          |
| 1991年       | 冠軍     | 4        | 4        | 0        | 0        | 13       | 5        |          |
| 1993年至現今 | 沒有參賽 | 沒有參賽 | 沒有參賽 | 沒有參賽 | 沒有參賽 | 沒有參賽 | 沒有參賽 | 沒有參賽 |
| 總數         | 總數     | 8        | 8        | 0        | 0        | 33       | 6        |          |

## 近賽成績

### 2022年世界盃足球賽
| 排名 | 隊伍     | 賽 | 勝 | 和 | 負 | 得 | 失 | 差  | 分 | 獲得資格                 |     |     |     |     |     |     |     |
| ---- | -------- | -- | -- | -- | -- | -- | -- | --- | -- | ------------------------ | --- | --- | --- | --- | --- | --- | --- |
| 1    | 丹麦     | 10 | 9  | 0  | 1  | 30 | 3  | +27 | 27 | 晉級2022年國際足協世界盃 |     | —   | 2–0 | 5–0 | 1–0 | 3–1 | 8–0 |
| 2    | 苏格兰   | 10 | 7  | 2  | 1  | 17 | 7  | +10 | 23 | 晉身附加賽               |     | 2–0 | —   | 3–2 | 2–2 | 4–0 | 1–0 |
| 3    | 以色列   | 10 | 5  | 1  | 4  | 23 | 21 | +2  | 16 |                          |     | 0–2 | 1–1 | —   | 5–2 | 3–2 | 2–1 |
| 4    | 奥地利   | 10 | 5  | 1  | 4  | 19 | 17 | +2  | 16 | 從國家聯賽晉身附加賽     |     | 0–4 | 0–1 | 4–2 | —   | 3–1 | 4–1 |
| 5    | 法罗群岛 | 10 | 1  | 1  | 8  | 7  | 23 | −16 | 4  |                          |     | 0–1 | 0–1 | 0–4 | 0–2 | —   | 2–1 |
| 6    | 摩尔多瓦 | 10 | 0  | 1  | 9  | 5  | 30 | −25 | 1  |                          | 0–4 | 0–2 | 1–4 | 0–2 | 1–1 | —   |     |

## 外部連結
- 官方网站 （页面存档备份，存于）
- RSSSF archive of results 1930– （页面存档备份，存于）
- UEFA.com （页面存档备份，存于）
- Footballsupporters.fo (12. Maður – "12th Man", the supporters of the Faroe Islands national football team)